# Ewald Schulz (Politiker)

Ewald Schulz

Ewald Erich Schulz (* 31. Mai 1896 in Sechau, Kreis Flatow, Pommern; † 18. Januar 1967) war ein deutscher Politiker (NSDAP).

## Leben
Er besuchte die Volks- und Mittelschule und erwarb den Meisterbrief zum Müllermeister. In  Kamin erwarb er eine Mühle. Auch Stockhorst bestätigt, dass Schulz von Beruf Müller war. Er nahm als Soldat am Ersten Weltkrieg teil. Zuerst diente er beim Artillerie-Regiment Nr. 107. Im Jahre 1918 begann er eine Ausbildung zum Flugzeugführer an der Fliegerschule in Schneidemühl. 
Er wurde 1920 polnischer Staatsbürger. Von 1920 bis 1939 nahm er an der organisierten politischen Tätigkeit in der deutschen Volksgruppe teil. Im Jahre 1939 schloss er sich der NSDAP an, in der er es bis zum kommissarischen Kreisamtsleiter brachte. 1939 wurde er Kreiswirtschaftsberater und -amtsleiter der Kreisleitung Zempelburg der NSDAP. Weiterhin nahm er die Position eines Kreisrats ein.
Am 8. Oktober 1940 wurde Schulz auf Entscheidung Adolf Hitlers nach Paragraph 2 des „Gesetzes über die Vertretung der in den heimgekehrten Ostgebieten ansässigen deutschen Volksgenossen im Großdeutschen Reichstag“ vom 29. Januar 1940 () weiterhin zum Eintritt in den nationalsozialistischen Reichstag bestimmt, in dem er bis zum Ende der NS-Herrschaft im Frühjahr 1945 den Gau Danzig-Westpreußen vertrat. Schulz wurde 1943 NSFK-Obersturmführer und leitete die NSFK-Standarte 126.
Schulz starb 1967. Sein Grab befindet sich auf dem Friedhof Kirchhuchtinger Landstraße in Bremen-Huchting.